# سونيا اوسيلفيان
سونيا اوسيلفيان (بالإنجليزية: Sonia O'Sullivan) (و. 1969  م) هي عداءة المسافات الطويلة، وعدائة المسافات المتوسطة أيرلندية، ولدت في كوف، شاركت في الألعاب الأولمبية الصيفية 2004، والألعاب الأولمبية الصيفية 1996، والألعاب الأولمبية الصيفية 2000، والألعاب الأولمبية الصيفية 1992. أبرز إنجازاتها هو فوزها بالميدالية الفضية في دورة الألعاب الأولمبية الصيفية 2000 في سيدني في سباق 5000 متر، كما فازت بالميدالية الذهبية في نفس السباق في بطولة العالم لألعاب القوى 1995 في غوتنبيرغ، وفازت بالميدالية الفضية في سباق 1500 متر في بطولة العالم لألعاب القوى 1993 في شتوتغارت، فازت أيضا ب3 ذهبيات وفضيتين في بطولة أوروبا لألعاب القوى، متزوجة من لاعب كرة القدم الأسترالية نيك بيدو ولها منه بنتين.

## التعليم
تعلمت في جامعة فيلانوفا.

## روابط خارجية
- سونيا اوسيلفيان على موقع الاتحاد الدولي لألعاب القوى (الإنجليزية)
- سونيا اوسيلفيان على موقع اللجنة الأولمبية الدولية (الإنجليزية)
- سونيا اوسيلفيان على موقع أوليمبيديا (الإنجليزية)
- سونيا اوسيلفيان على موقع دورة ألعاب الكومنولث 2006 (مؤرشف) (الإنجليزية)